# Третешти
Трете́шти (рум. Tretești) — село в Кагульському районі Молдови, відноситься до комуни Зирнешти.
Село розташоване на річці Прут.